# Vicente Zuza Eleta
Vicente de Zuza y Eleta, más conocido como Vicente Aoiz de Zuza, (Pamplona, 6 de abril de 1734-ibid., 1813) fue un ilustrado español especialista en genealogías.

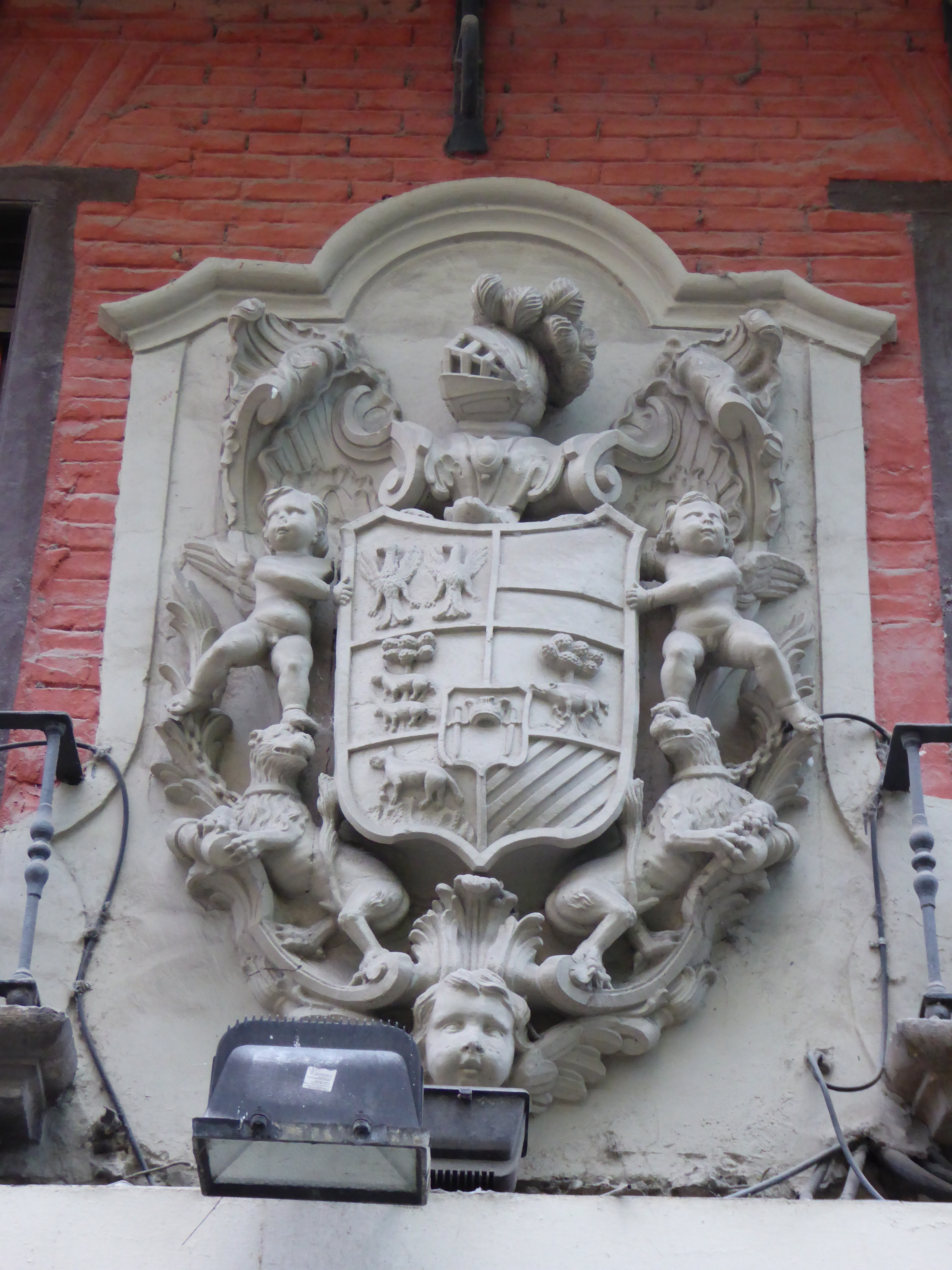
Escudo de Zuza o Aoiz de Zuza en la calle Chapitela, número 12 de Pamplona.

## Biografía
Juan Antonio de Zuza y Ozcoidi y María Catalina de Eleta y Etuláin, cuya casa familiar estaba en la calle Chapitela número 12, de Pamplona, fueron los padres de Vicente, además de otros cuatro hijos: María Teresa, Juan Ramón, Fermín y Juan José. Vicente fue bautizado en la ya desaparecida parroquia de San Juan Bautista y estuvo casado con Manuela Martínez de Espronceda con quien tuvo dos hijos: Manuel y Francisco Javier.
En la casa familiar actualmente, en el primer piso, figura la piedra armera con el escudo de Zuza, armas «propias de Juan Antonio Aoiz de Zuza y Ozcoidi y Catalina de Eleta y Etuláin, padres de don Vicente, quienes obtuvieron su ejecutoria ante la Real Corte Mayor y el Real Consejo de Navarra el año 1757.»
Figuraba como miembro de la Sociedad Patriótica de Navarra en la lista del expediente remitido al Consejo para la aprobación de esta sociedad económica establecida en Pamplona.
 

Vicente falleció en su casa de la calle Estafeta número 26 en 1813 siendo enterrado en la parroquia de San Lorenzo.

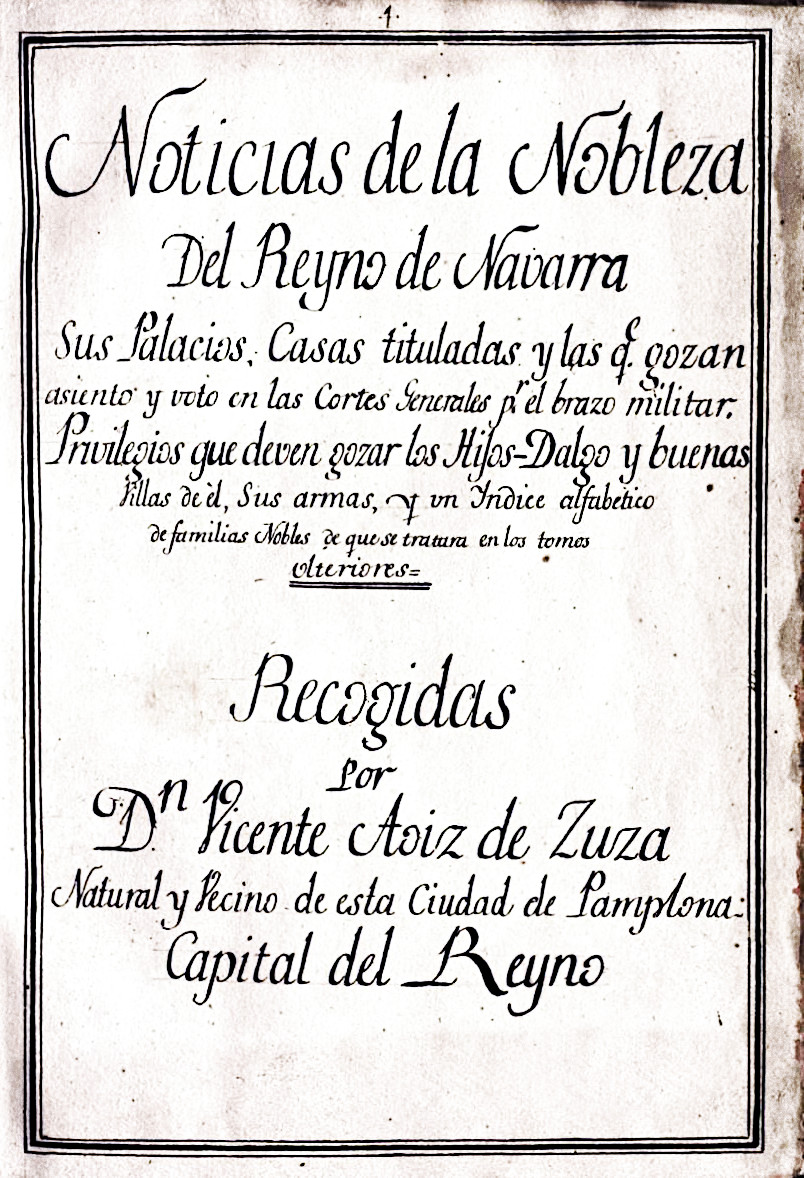
Portada de Noticias de la Nobleza del Reyno de Navarra

## Obras
Hacia 1790 asumió la labor de confeccionar una recopilación exhaustiva sobre la nobleza de Navarra reuniendo documentación sobre los palacio cabo de armería, títulos, privilegios de hidalguía individual o colectiva, gracias de asiento en las Cortes de Navarra, etc. Como resultado publicó:
- 1797-1803: Noticias de la Nobleza del Reyno de Navarra: sus Palacios, Casas tituladas y las q[ue] gozan asiento y voto en las Cortes Generales p[or] el brazo militar, Privilegios que deven gozar los Hijos-dalgo y buenas Villas de él, sus armas, y un Yndice alfabetico de familias Nobles de que se tratará en los tomos ulteriores[4] un manuscrito de 98 folios.

Según informaba en la parte introductoria el propio autor, el trabajo “me ha ocupado más de diez años de desvelos y me ha costado muy buena parte de caudal”. Se recogen en este armorial «340 escudos, correspondientes al virrey, oidores del Real Consejo, alcaldes de la Real Corte, oidores de la Cámara de Comptos, patrimonial y tesorero del reino, alguacil mayor, títulos, caballeros e hidalgos vecinos de la ciudad de Pamplona.»
Según investigaciones recientes, «uno de los motivos por los que Vicente Aoiz de Zuza llevó a cabo la investigación y recopilación de todo este material fue la reacción suscitada por la Ordenanza de 3 de noviembre de 1770 de Carlos III para el reemplazo del ejército, así como por otra adicional de 1773, en la que se establecía la exención de los hidalgos del sorteo de las quintas.» Esta disposición empujó a que muchas familias de Pamplona llevaran «a cabo una labor de recogida e investigación en archivos parroquiales para obtener las correspondientes ejecutorias de hidalguía.»
Elaboró un segundo manuscrito, «otro armorial [que] contiene otros 474 escudos, pertenecientes a los rico-hombres, títulos, palacios, ciudades y villas del reino. En ambos armoriales, todos los escudos figuran iluminados a mano con sus esmaltes heráldicos.»
Durante las últimas Cortes de Navarra, celebradas en 1828-1829, se recogía en el capítulo 39 una instrucción dirigida a la Diputación del Reino de Navarra «para su puntual cumplimiento» con el siguiente encargo:

Que procure que los escudos de armas de las ejecutorias que se obtuvieren se copien en el libro que al efecto tendrá dispuesto el Reyno o su Diputación en el Archivo, con testimonio de su secretario... Y también se le autoriza para poder adquirir de los herederos de Don Vizente Zuza los libros que éste formó...

Anteriomente, el 13 de julio de 1801, las misma Cortes acordaron convocarle a sesión «para tratar sobre el libro de armería» según se recoge en el acta donde se añade que «en virtud del acuerdo de ayer, concurrió don Vicente Zuza y se conferenció con él sobre los libros que tiene relativos a hidalguías y escudos de armas y no se tomó resolución.»